# ТОВ «Науково-виробниче підприємство „Атлон Авіа“»
Атлон Авіа — підприємство оборонно-промислового комплексу України, виробляє безпілотні авіаційні комплекси з 2014 року. Підприємство є провідним в галузі безпілотної авіації України.

## Історія
6 червня 2014 року було зареєстроване ТОВ НВП Атлон Авіа, в якому четверо однодумців стали партнерами. Влітку 2014-го пройшли випробування можливостей використання безпілотного літального апарата А1С"СІВЕР" на базі Чернігівського науково-випробувального центру ЗСУ, в результаті яких Міністерством оборони України затверджена можливість його застосування для виконання ряду завдань.
21 січня 2015 року відбулася перша презентація БпЛА А1-С.
Влітку 2015-го нові безпілотні літальні апарати були офіційно прийняті на озброєння Нацгвардією та відбулись поставки перших п'яти комплексів А1-С до ЗСУ.
У листопаді 2015 ДНВЦ ЗСУ підтвердили відповідність серійного зразка уточненим вимогам ЗСУ до БпАК поля бою.
Уже у 2016 за НВП Атлон Авіа в професійних колах і ЗМІ закріпився статус вітчизняного лідера в розробці і серійному виробництві безпілотних авіаційних комплексів поля бою.
У тому ж 2016 році компанія представила замовнику глибоко модернізовану версію комплексу з індексом А1-СМ, яка пройшла відомчі випробування та була випробувана артилеристами в зоні бойових дій.
2017-го року розробку НВП Атлон Авіа було вузько спеціалізовано на виконання завдань розвідки в інтересах артилерії і корегування вогню. Вона не мала аналогів принаймні на внутрішньому ринку. А комплекс отримав назву «Фурія». У травні 2017-го БпАк Фурія був представлений на виставці в Стамбулі.
У травні 2018 року впроваджені компанією інноваційні підходи до створення, виробництва і застосування безпілотних авіаційних комплексів класу міні були відмічені Премією Кабінету міністрів України за розроблення та впровадження інноваційних технологій[джерело?]. На параді Незалежності у серпні 2018 року були представлені українські БпАК, зокрема і А1-СМ Фурія.

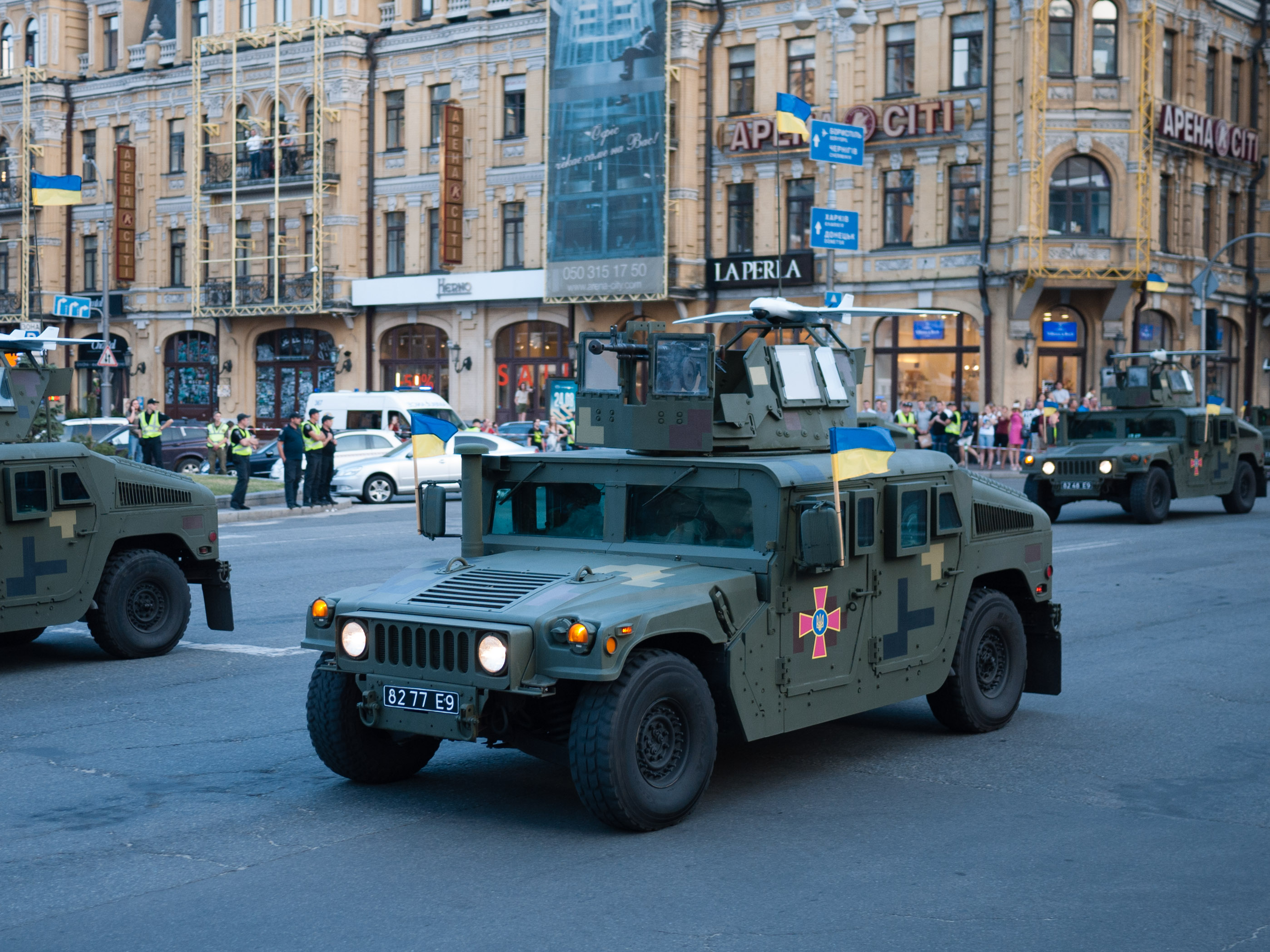
Humvee та БПЛА «Фурія», репетиція військового параду до Дня Незалежності в Києві, 2018 рік

На вересень 2019-го року НВП виконано близько 15 державних контрактів з постачання безпілотних авіаційних комплексів різного призначення (100 комплексів по 2-3 літаки).
Жовтень 2019 — на виставці «Зброя і Безпека» (Київ) вперше було представлено — баражуючий боєприпас ST-35 Грім, призначений для високоточного ураження важливих цілей, недосяжних для артилерії і мінометів з мінімальною шкодою для мирного населення та об'єктів інфраструктури.
9 квітня 2020 року БпАК А1-СМ Фурія було прийнято на озброєння Збройних Сил України.
Наприкінці 2020 компанія поставила Збройним Силам України найбільшу кількість БпАК "А1-СМ «Фурія».
А напочатку 2021 був проведений повний цикл льотних випробувань ST-35 «Грім».
У червні 2021 ми взяли участь в XVII Міжнародній спеціалізованій виставці Зброя та безпека, де гідно представили свої продукти. 24 серпня на параді до 30 річниці незалежності України був представлений БпАК А1-СМ «Фурія».
Однією з найважливіших подій 2021 була дуже важлива місія в зоні ООС: фахівці «Атлон Авіа» спільно з представниками РВіА проїхали сотні кілометрів по лінії зіткнення і побували в підрозділах, де експлуатують «Фурію». Після отриманих даних, бпла був суттєво покращений.

### Після повномасштабного вторгнення
У 2022 році продукція компанії почала доволі масово з'являтися на полі бою.

## Продукція
Компанія розробляю БПЛА та БпАК для різних потреб.
- А1-СМ «Фурія»[9]
- БпАК ST-35 «Грім»[10]